# Pastewnik (Łuków)
Pastewnik – część miasta Łukowa, położona w jego środkowej części, w pobliżu niewielkiej ulicy o tej samej nazwie.